# 15 de junho
15 de junho é o 166.º dia do ano no calendário gregoriano (167.º em anos bissextos). Faltam 199 dias para acabar o ano.

## Eventos históricos

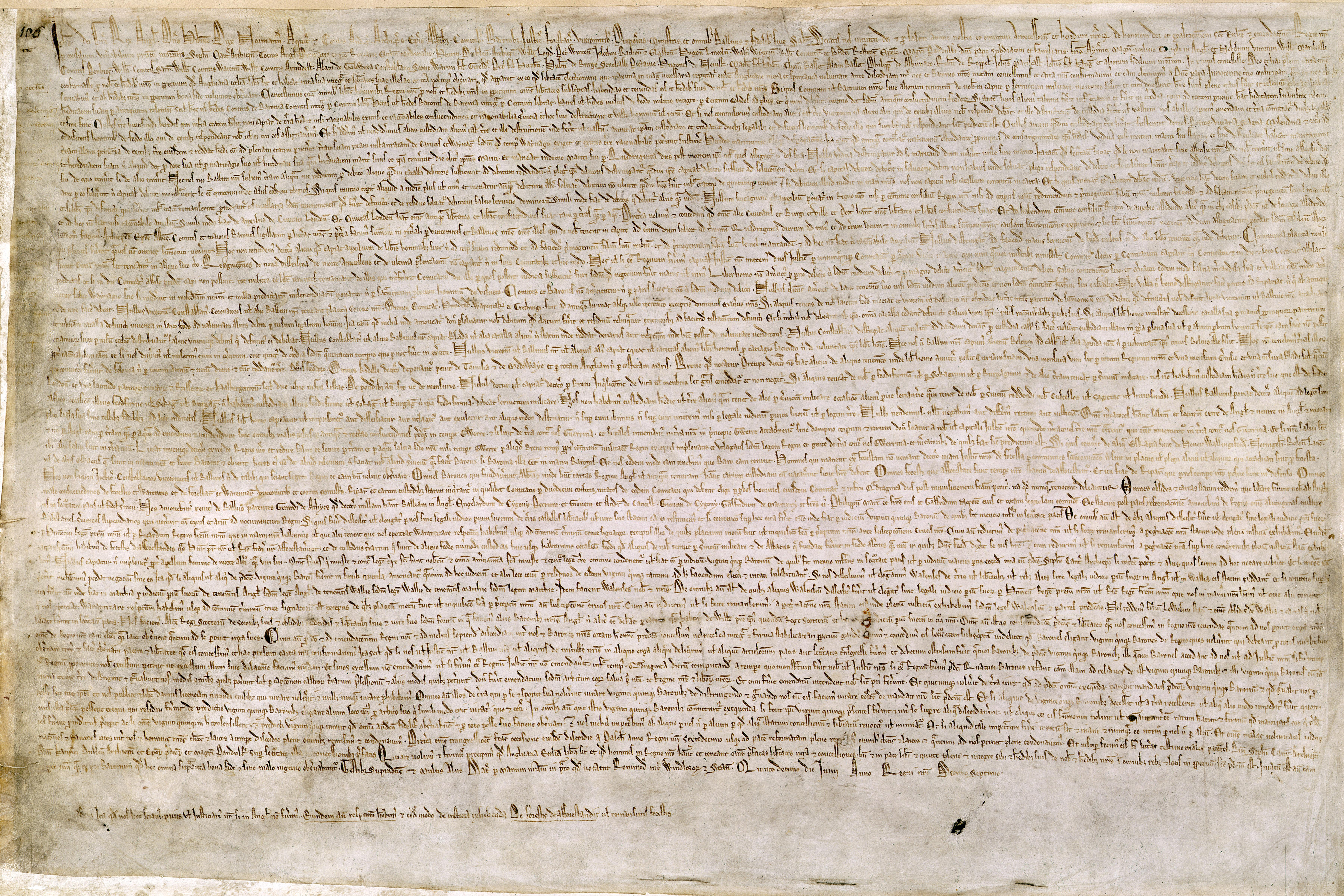
1215: Uma cópia da Magna Carta

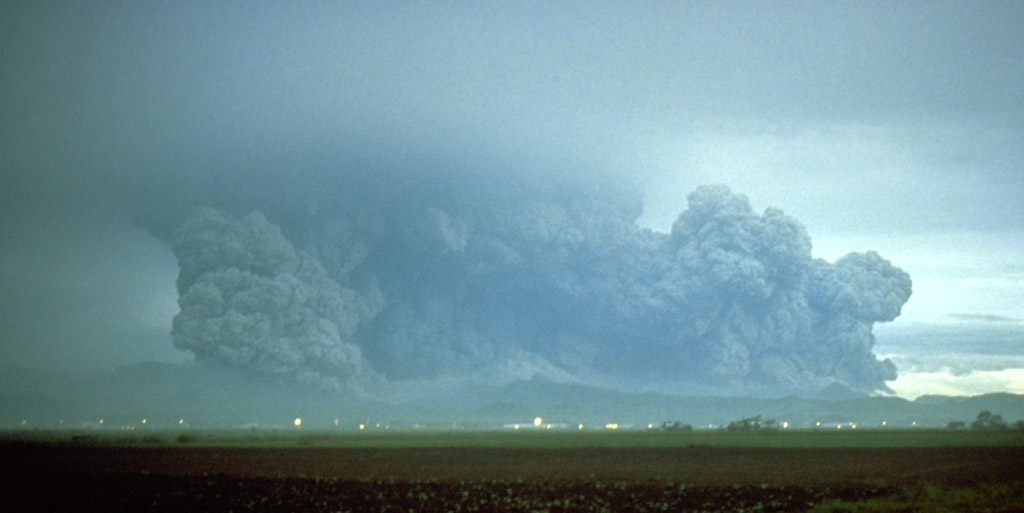
1991: Erupção do Monte Pinatubo

- 763 a.C. — Assírios registram um eclipse solar que mais tarde é usado para corrigir a cronologia da história da Mesopotâmia.
- 0844 — Luís II é coroado rei da Itália em Roma pelo papa Sérgio II.
- 0923 — Batalha de Soissons: o rei Roberto I da França é morto e o rei Carlos, o Simples, é preso pelos partidários do duque Rodolfo da Borgonha.
- 1184 — A batalha naval de Fimreite é vencida pelo pretendente Sverre da Noruega. Sverre assume o trono norueguês e o rei Magno V da Noruega é morto.
- 1215 — João da Inglaterra coloca seu selo na Magna Carta.
- 1219 — Cruzadas do Norte: a vitória dinamarquesa na Batalha de Lindanisse (atual Tallinn) cria a Estônia dinamarquesa.
- 1246 — Com a morte de Frederico II da Áustria, termina a dinastia de Babemberga na Áustria.
- 1310 — A conspiração de Tiepolo, que buscava tomar o poder na República de Veneza, é frustrada após sangrentos confrontos de rua em Veneza. A supressão da revolta levará à criação do Conselho dos Dez.[1]
- 1312 — Na Batalha de Rozgony, o rei Carlos I da Hungria obtém uma vitória decisiva sobre a família do palatino Amade Aba.
- 1389 — Batalha do Kosovo: o Império Otomano derrota sérvios e bósnios.
- 1410
  - Em uma batalha decisiva no rio Onon, as forças mongóis de Oljei Temur foram dizimadas pelos exércitos chineses do imperador Yongle.[2]
  - Interregno otomano: Süleyman Çelebi derrota seu irmão Musa Çelebi fora da capital bizantina, Constantinopla.[3]
- 1502 — Cristóvão Colombo desembarca na ilha de Martinica durante sua quarta e última viagem à América.
- 1520 — Papa Leão X ameaça excomungar Martinho Lutero através da bula papal Exsurge Domine.
- 1667 — A primeira transfusão de sangue humano é administrada pelo Dr. Jean-Baptiste Denys.[4]
- 1752 — Benjamin Franklin prova que o raio é eletricidade (data tradicional, a data exata é desconhecida).
- 1800 — O Exército Provisório dos Estados Unidos é dissolvido.
- 1808 — Joseph Bonaparte torna-se rei da Espanha.
- 1836 ― Arkansas é admitido como o 25º estado americano.
- 1844 — Charles Goodyear recebe a patente da vulcanização, um processo para fortalecer a borracha.
- 1846 — Tratado de Oregon estabelece o paralelo 49 N como a fronteira entre os Estados Unidos e o Canadá entre as Montanhas Rochosas e o Estreito de Juan de Fuca.
- 1859 — Guerra do Porco: a ambiguidade no Tratado de Oregon leva à "Disputa do Limite do Noroeste" entre os Estados Unidos e os colonos britânicos/canadenses.
- 1878 — Eadweard Muybridge tira uma série de fotografias para provar que todas as quatro patas de um cavalo saem do chão quando ele corre; o estudo torna-se a base do cinema.
- 1888 — O príncipe herdeiro Guilherme se torna o Kaiser Guilherme II; ele será o último imperador do Império Alemão. Devido à morte de seus antecessores, Guilherme I e Frederico III, 1888 é conhecido como o Ano dos três imperadores.
- 1896 — Um dos tsunamis mais mortais da história do Japão mata mais de 22 000 pessoas.
- 1904 — Um incêndio a bordo do barco a vapor SS General Slocum no rio East, cidade de Nova Iorque, mata 1 000 pessoas.
- 1919 — John Alcock e Arthur Brown completam o primeiro voo transatlântico sem escalas quando chegam a Clifden, Condado de Galway, na Irlanda.
- 1920 — Um novo tratado de fronteira entre a Alemanha e a Dinamarca cede o norte de Schleswig à Dinamarca.
- 1934 — Criação do Parque Nacional das Grandes Montanhas Fumegantes nos Estados Unidos.
- 1936 — Primeiro voo do bombardeiro Vickers Wellington.
- 1937 — Uma expedição alemã liderada por Karl Wien perde dezesseis membros em uma avalanche em Nanga Parbat. É o pior desastre a ocorrer em um pico de 8 000 metros.[5]
- 1944 — Segunda Guerra Mundial: Batalha de Saipan: os Estados Unidos invadem Saipan ocupada pelos japoneses.
- 1954 — União das Associações Europeias de Futebol (UEFA) é formada na Basileia, Suíça.
- 1962 — Acre é elevado à categoria de estado do Brasil.
- 1969 — Entra no ar, em São Paulo a TV Cultura.
- 1970 — Charles Manson vai a julgamento pelos assassinatos de Sharon Tate.
- 1972
  - Ulrike Meinhof, cofundadora da Fração do Exército Vermelho, é capturada pela polícia em Langenhagen.
  - O voo Cathay Pacific 700Z é destruído por uma bomba sobre Pleiku, Vietnã (então Vietnã do Sul) mata 81 pessoas.[6]
- 1977 — Primeiras eleições democráticas em Espanha após o franquismo.
- 1978 — O rei Hussein da Jordânia se casa com a norte-americana Lisa Halaby, que adota o nome de rainha Noor.
- 1985 — A pintura de Rembrandt, Danaë, é atacada por um homem (mais tarde considerado louco) que joga ácido sulfúrico na tela e a corta duas vezes com uma faca.
- 1991 — Nas Filipinas, o Monte Pinatubo entra em erupção na segunda maior erupção vulcânica do século XX, matando mais de 800 pessoas.
- 1992 — A Suprema Corte dos Estados Unidos decide em Estados Unidos v. Álvarez-Machaín que é permitido aos Estados Unidos extraditar à força suspeitos em países estrangeiros e trazê-los aos Estados Unidos para julgamento, sem a aprovação desses outros países.
- 1994 — Israel e Vaticano estabelecem relações diplomáticas.
- 1996 — Conflitos na Irlanda do Norte: O Exército Republicano Irlandês Provisório detona um poderoso caminhão-bomba no meio de Manchester, Inglaterra, devastando o centro da cidade e ferindo 200 pessoas.
- 2001 — Líderes da República Popular da China, Rússia, Cazaquistão, Quirguistão, Tajiquistão e Uzbequistão formam a Organização para Cooperação de Xangai.
- 2022 — A Microsoft aposenta seu onipresente Internet Explorer após 26 anos em favor de seu novo navegador, o Microsoft Edge.[7]

## Nascimentos

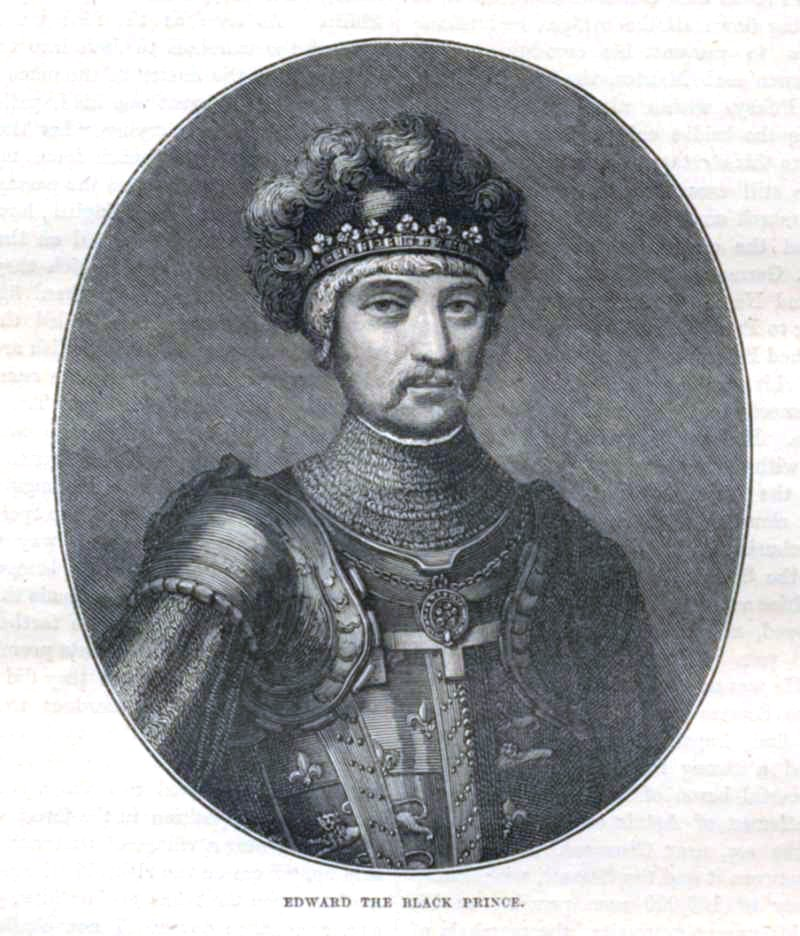
Eduardo, o Príncipe Negro

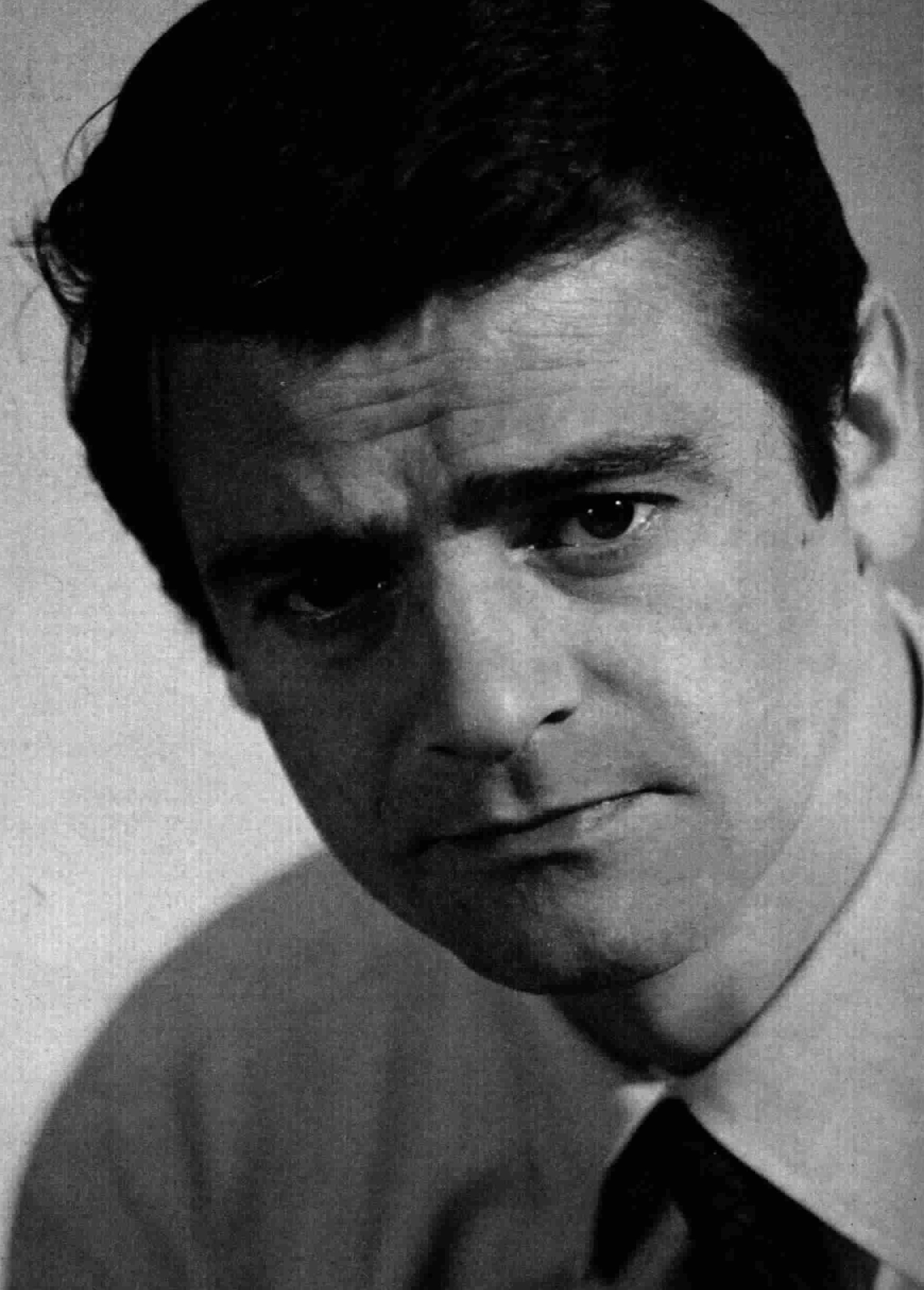
Sergio Endrigo

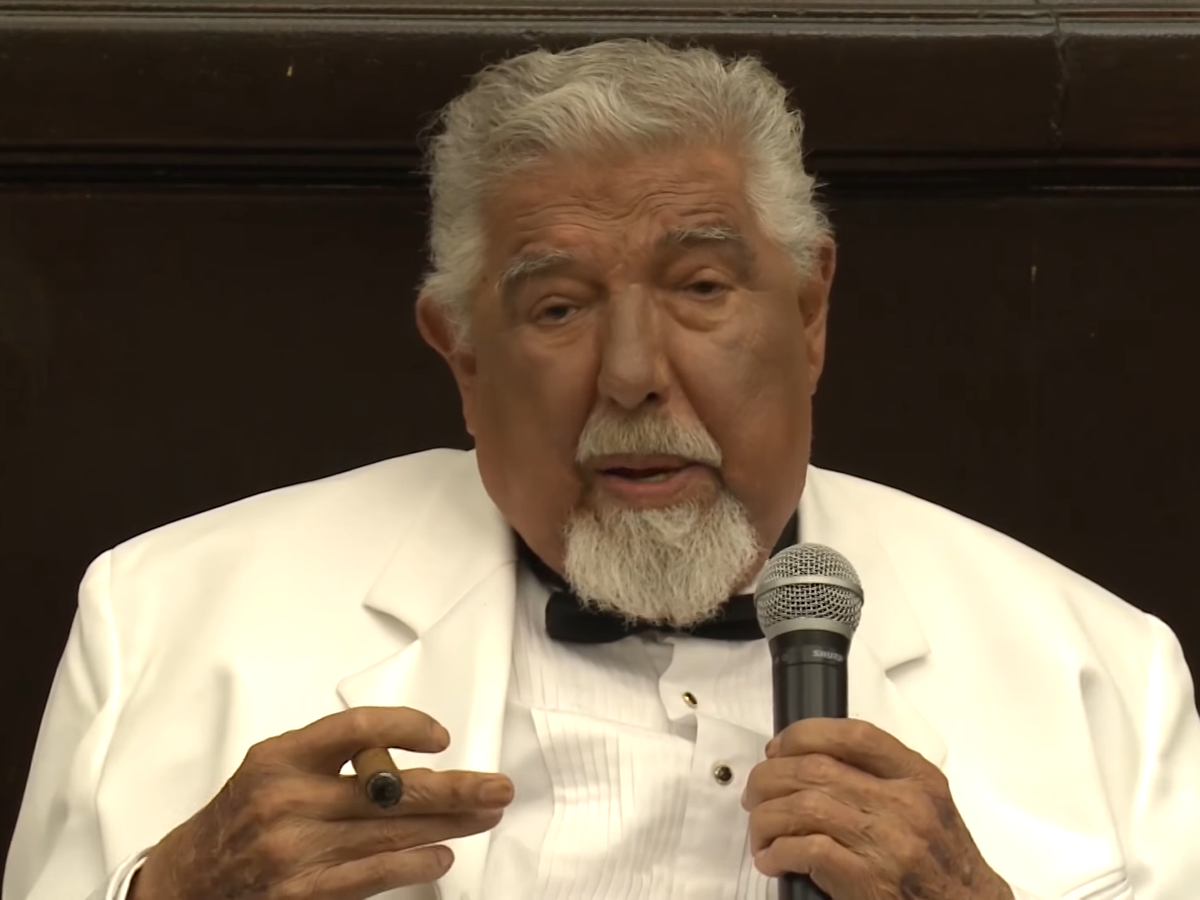
Rubén Aguirre

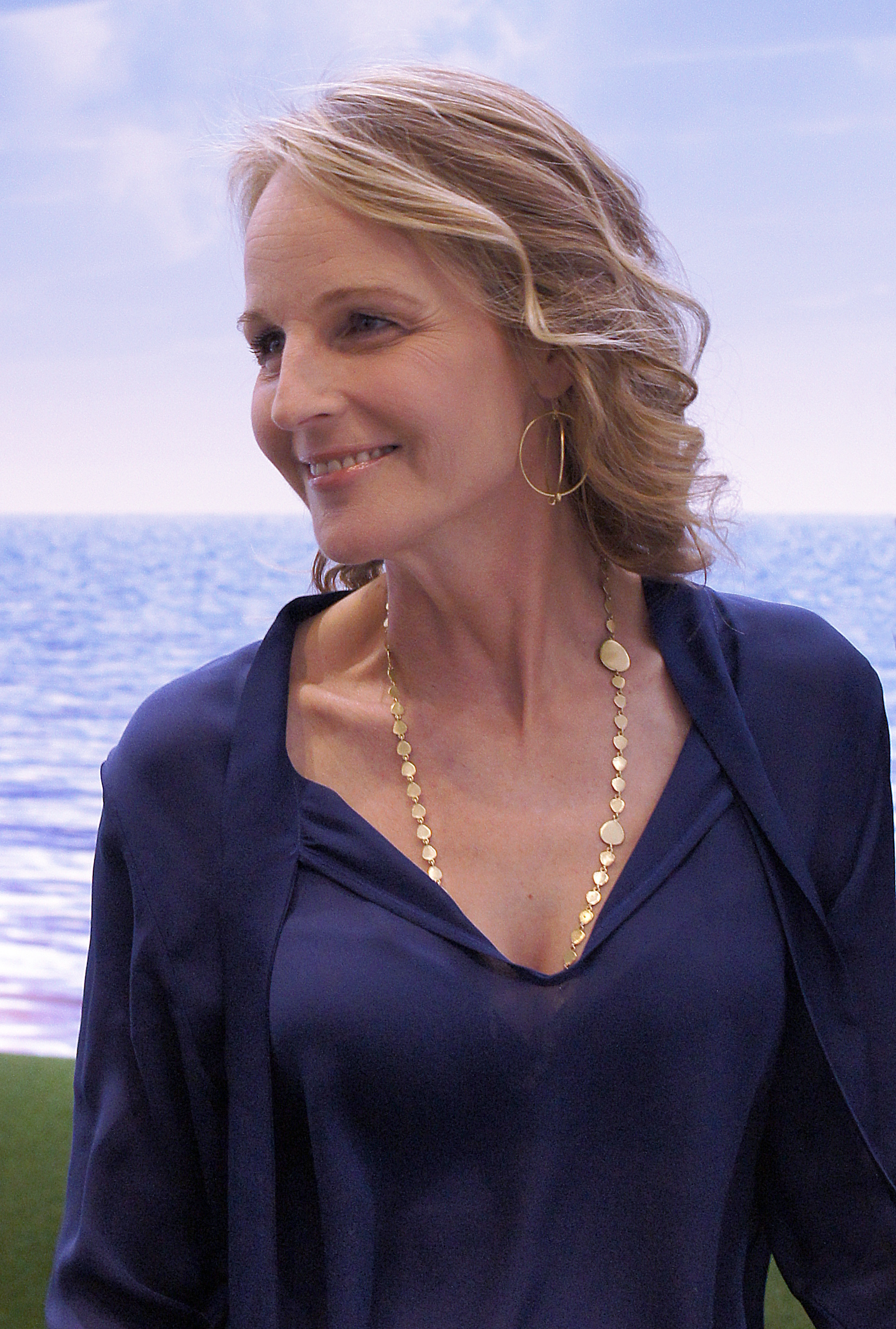
Helen Hunt

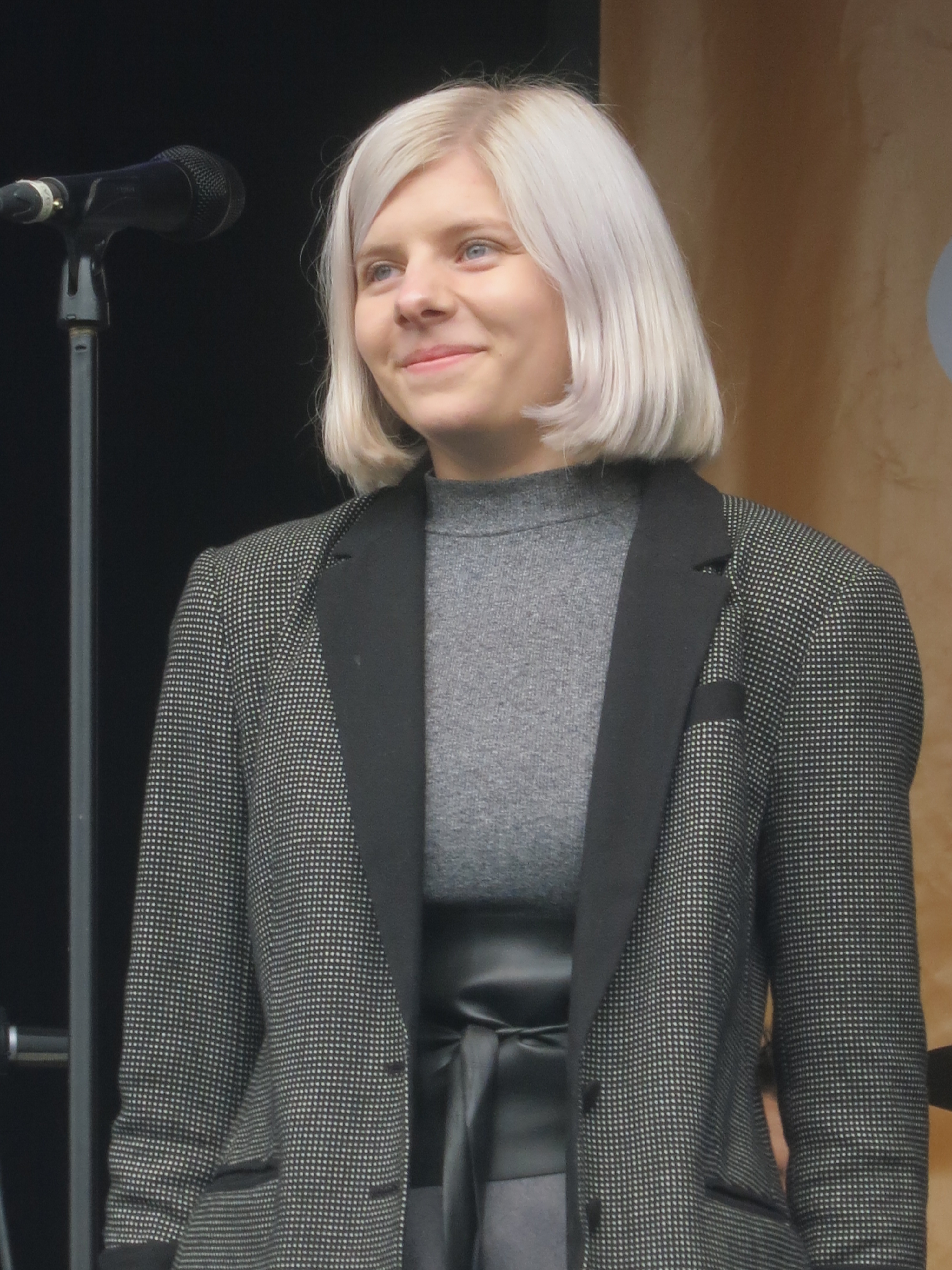
Aurora Aksnes

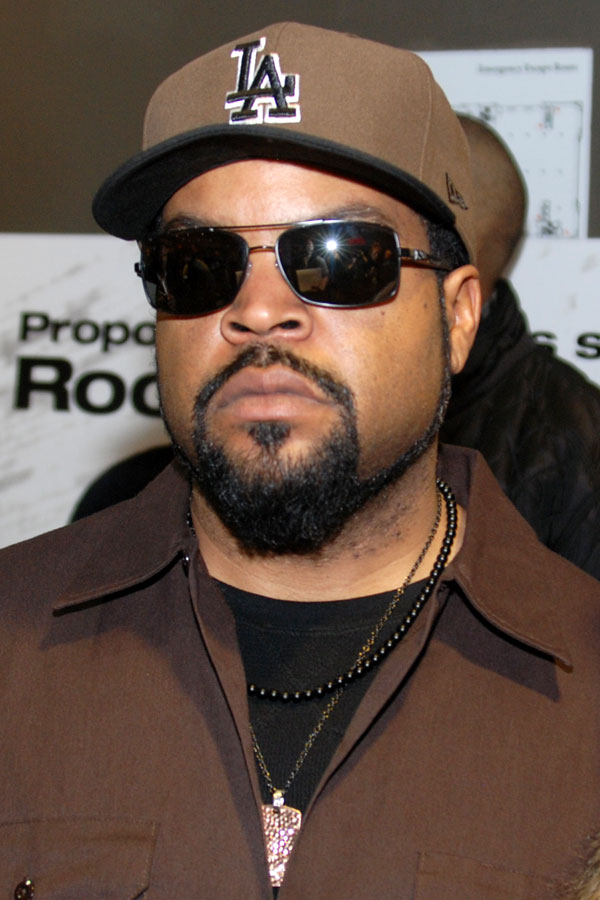
Ice Cube

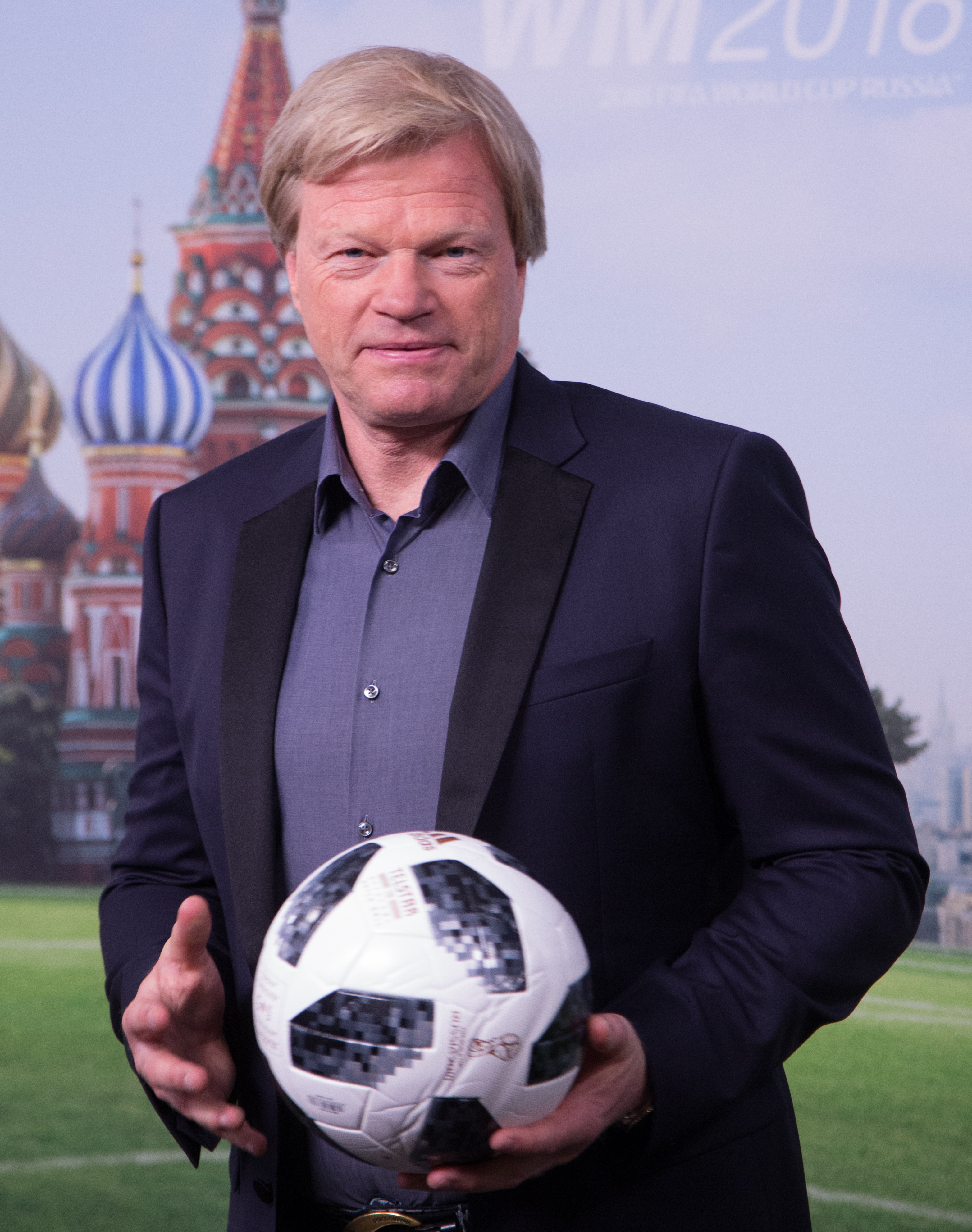
Oliver Kahn

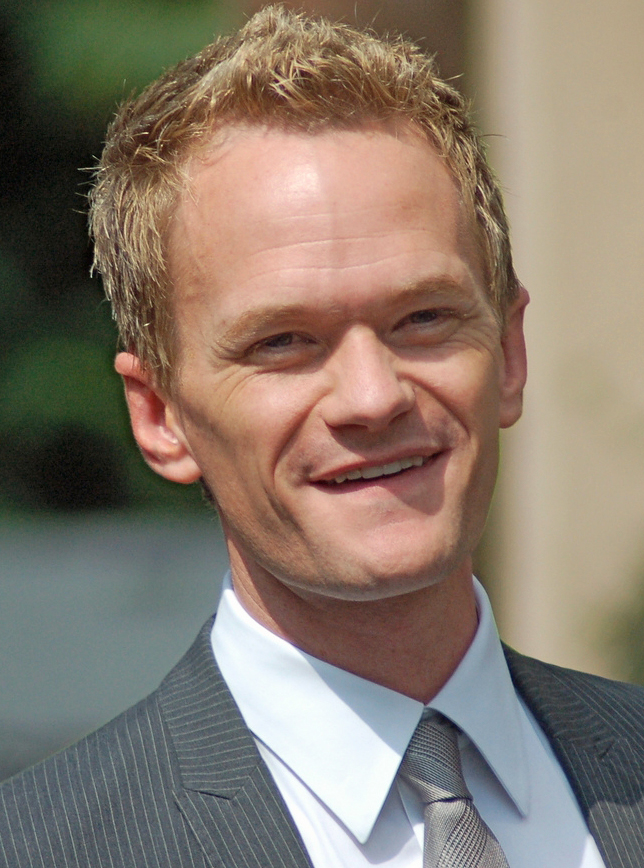
Neil Patrick Harris

### Anterior ao século XIX
- 1330 — Eduardo, o Príncipe Negro (m. 1376).
- 1479 — Lisa Gherardini, tema da pintura de Leonardo da Vinci, Mona Lisa (m. 1542).
- 1519 — Henrique Fitzroy, Duque de Richmond e Somerset (m. 1536).
- 1594 — Nicolas Poussin, pintor francês (m. 1665).
- 1664 — Jean Meslier, filósofo francês (m. 1723).

### Século XIX
- 1833 — Theodor Hermann Meynert, psiquiatra austríaco (m. 1891).
- 1843 — Edvard Grieg, compositor norueguês (m. 1907).
- 1867 — Konstantin Balmont, poeta russo (m. 1942).

### Século XX

#### 1901–1950
- 1914 — Yuri Andropov, político russo (m. 1984).
- 1927 — Hugo Pratt, autor de banda desenhada italiano (m. 1995).
- 1933 — Sergio Endrigo, cantor e compositor italiano (m. 2005).
- 1934 — Rubén Aguirre, ator mexicano (m. 2016).
- 1936 — Claude Brasseur, ator francês (m. 2020).
- 1937 — Lílian Lemmertz, atriz brasileira (m. 1986).
- 1939
  - Brian Jacques, escritor britânico (m. 2011).
  - José Gil, filósofo português.
- 1941 — Harry Nilsson, cantor e compositor norte-americano (m. 1994).
- 1942 — Peter Norman, atleta australiano (m. 2006).
- 1943
  - Poul Nyrup Rasmussen, político dinamarquês.
  - Johnny Hallyday, cantor e ator francês. (m. 2017)
- 1946
  - Jack Horner, paleontólogo norte-americano.
  - Demis Roussos, cantor e compositor grego. (m. 2015)
- 1949
  - Jim Varney, ator norte-americano (m. 2000).
  - Russell Hitchcock, músico e cantor australiano.
  - Simon Callow, ator britânico.

#### 1951–2000
- 1952 — Dirceu, futebolista brasileiro (m. 1995).
- 1953 — Nando, músico brasileiro.
- 1954
  - James Belushi, ator norte-americano.
  - Paul Rusesabagina, hoteleiro e ativista ruandês.
  - Daniyal Akhmetov, político cazaque.
  - Beverley Whitfield, nadadora australiana.
- 1957 — João Paulo, ex-futebolista brasileiro.
- 1958 — Riccardo Paletti, automobilista italiano (m. 1982).
- 1961 — Ralf, cantor brasileiro.
- 1963 — Helen Hunt, atriz norte-americana.
- 1964
  - Courteney Cox Arquette, atriz e modelo norte-americana.
  - Gavin Greenaway, compositor britânico.
  - Michael Laudrup, ex-futebolista dinamarquês.
- 1965 — Karim Masimov, político cazaque.
- 1969
  - Ice Cube, cantor e ator norte-americano.
  - Oliver Kahn, ex-futebolista alemão.
  - Cédric Pioline, ex-tenista francês.
- 1970 — Leah Remini, atriz norte-americana.
- 1971 - Marcos do Val, militar e político brasileiro.
- 1972 — Marcus Hahnemann, futebolista norte-americano.
- 1973
  - Neil Patrick Harris, ator norte-americano.
  - Greg Vaughan, ator norte-americano.
  - Tore André Flo, futebolista norueguês.
- 1975 — Chiara Civello, cantora italiana.
- 1976
  - Fabão, futebolista brasileiro.
  - Martín Hidalgo, futebolista peruano.
  - José Júnior, futebolista brasileiro.
  - Gary Lightbody, vocalista e guitarrista britânico.
- 1977 — Pedro Ayub, futebolista brasileiro.
- 1978 — Wilfred Bouma, futebolista neerlandês.
- 1980
  - Mary Carey, atriz norte-americana.
  - Nafa Urbach, atriz e cantora indonésia.
- 1981 — John Paintsil, futebolista ganês.
- 1983
  - Santana Carlos, futebolista angolano.
  - Rodrigo Silva, futebolista brasileiro.
  - Laura Imbruglia, cantora e musicista australiana.
- 1984 — Eva Hrdinová, tenista tcheca.
- 1985 — Nadine Coyle, cantora britânica.
- 1986 — Stjepan Hauser, violoncelista croata.
- 1987 — Rohullah Nikpai, lutador afegão de taekwondo.
- 1992 — Mohamed Salah, futebolista egípcio.
- 1993 — Rafael Uccman, influenciador digital brasileiro.
- 1995 – Tasha & Tracie Okereke, dupla de rappers brasileiras.
- 1996 — Aurora Aksnes, cantora norueguesa.
- 1998 — Filippo Tortu, atleta italiano.

## Mortes

### Anterior ao século XIX
- 1107 — Dagoberto de Pisa, patriarca do Reino Latino de Jerusalém (n. 1050).
- 1453 — Sofia da Lituânia, grã-princesa de Moscou (n. 1371).
- 1601 — Germana Cousin, mártir e santa católica francesa (n. 1570).
- 1671 — John Ashburnham, cortesão, diplomata e político inglês (n. 1603).
- 1750 — Marguerite De Launay, escritora francesa (n. 1684).
- 1772 — Louis-Claude Daquin, compositor francês (n. 1694).

### Século XIX
- 1836 — Guido Marlière, militar e sertanista francês (n. 1767).
- 1844 — Thomas Campbell, poeta britânico (n. 1777).
- 1849 — James Knox Polk, político norte-americano (n. 1795).
- 1888 — Frederico III da Alemanha (n. 1831).
- 1889 — Mihai Eminescu, poeta romeno (n. 1850).

### Século XX
- 1917 — Friedrich Robert Helmert, geodesista alemão (n. 1884).
- 1931 — Albertina Berkenbrock, beata católica brasileira (n. 1919).
- 1957 — Artur de Souza Nascimento (Tute), músico brasileiro (n. 1886).
- 1961 — Giulio Cabianca, automobilista italiano (n. 1924).
- 1968 — Wes Montgomery, guitarrista norte-americano (n. 1925).
- 1970 — Almada Negreiros, artista e escritor português (n. 1903).
- 1971 — Wendell Meredith Stanley, químico norte-americano (n. 1904).
- 1972 — Luís Alonso Pérez, treinador brasileiro de futebol (n. 1922).
- 1985 — Andy Stanfield, atleta norte-americano (n. 1927).
- 1993 — James Hunt, automobilista britânico (n. 1947).
- 1996 — Ella Fitzgerald, cantora norte-americana (n. 1917).
- 1998 — Jason Holliday, prostituto estadunidense (n. 1924).

### Século XXI
- 2000 — Kim Hwan-Sung, cantor sul-coreano (n. 1981).
- 2002
  - Sérgio Bernardes, arquiteto brasileiro (n. 1919).
  - Said Belqola, árbitro de futebol marroquino (n. 1956).
- 2003 — Hume Cronyn, ator canadense (n. 1911).
- 2007 — Richard Bell, músico canadense (n. 1946).
- 2008
  - Benedicto Monteiro, escritor e político brasileiro (n. 1924).
  - Stan Winston, diretor de cinema estadunidense (n. 1946).
- 2017 — Wilma Maria de Faria, política brasileira (n. 1945).
- 2019 — Franco Zeffirelli, cineasta italiano (n. 1923).

## Feriados e eventos cíclicos

### Internacional
- Dia Mundial de Conscientização da Violência contra a Pessoa Idosa

### Brasil
- Aniversário do estado do Acre.
- Aniversario do município de Itajaí - Santa Catarina.
- Aniversário do município de Três Lagoas - Mato Grosso do Sul.
- Aniversário do município de Piquete - São Paulo.
- Aniversário do município de Novo Gama - Goiás.
- Aniversário do município de Valparaíso de Goiás - Goiás.
- Aniversário do município de Arez - Rio Grande do Norte.

### Mitologia romana
- Império Romano - Nono e último dia da Vestália em honra de Vesta,  deusa romana.

### Cristianismo
- Abraão de Clermont
- Albertina Berkenbrock
- Amós
- Bernardo de Menton
- Evelyn Underhill
- Germana Cousin
- Miguel I de Kiev
- Vito da Lucânia

## Outros calendários
- No calendário romano era o 17.º dia (XVII) antes das calendas de julho.
- No calendário litúrgico tem a letra dominical E para o dia da semana.
- No calendário gregoriano a epacta do dia é xii.